# Fiorde Almirantazgo

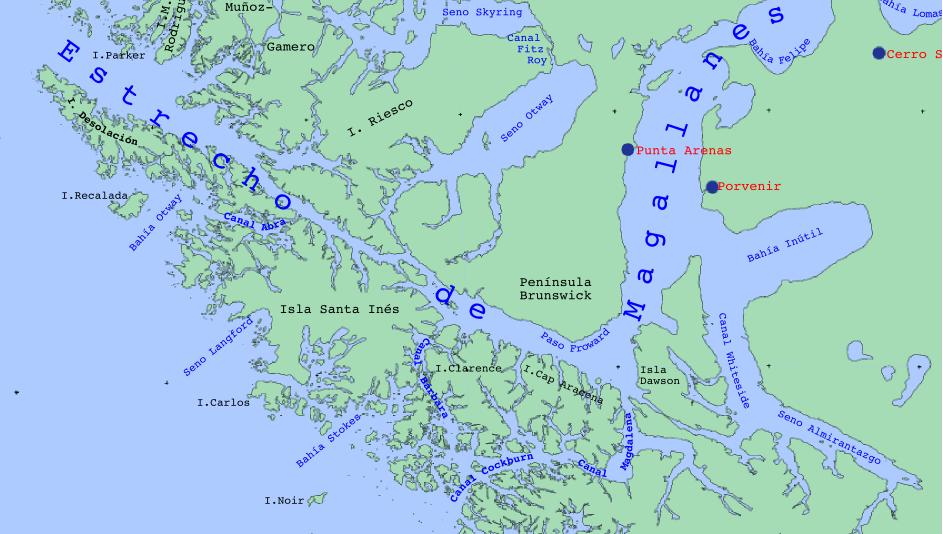
Fiorde Almirantazgo (parte inferior à direita do mapa)

O Fiorde Almirantazgo é um fiorde localizado na costa ocidental da Ilha Grande da Terra do Fogo, na região de Magalhães e Antártica Chilena. O seu canal forma a ligação entre o lago Fagnano e o estreito de Magalhães.

## Descrição
O surgimento do fiorde Almirantazgo está diretamente relacionado à movimentação da falha Magalhães-Fagnano. O deslocamento das placas tectônicas  ao longo dessa falha em conjunto com a dinâmica glacial atuando ao longo de milhões de anos, esculpiram o relevo que deu origem a esta formação geológica.
Ao norte de suas margens se localizam os povoados de  Timaukel e Puerto Arturo, além de fazendas de gado. Em suas encostas sul existem numerosos fiordes e baías de menores proporções que contornam a  Cordilheira Darwin, em área pertencente ao Parque Nacional Alberto de Agostini. 

## Biodiversidade
O Fiorde Almirantazgo é um verdadeiro santuário da vida selvagem. Suas águas abrigam uma grande variedade de espécies marinhas, como baleias, orcas, leões-marinhos, pinguins e diversas espécies de aves marinhas. As encostas montanhosas são habitadas por uma fauna terrestre diversificada, incluindo guanacos, castores e diversas espécies de aves.
Este fiorde é particularmente conhecido pela presença de ampla diversidade de mamíferos aquáticos, incluindo grandes colônias de elefantes marinhos.